# Железная дорога Grizzly Flats

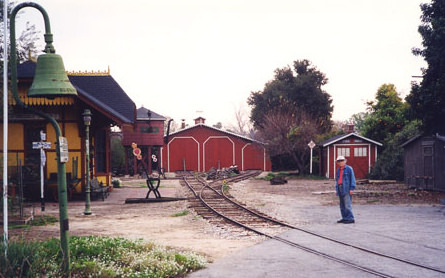
Уорд Кимбалл рядом с депо

Железная дорога Grizzly Flats (англ. Grizzly Flats Railroad) — садовая железная дорога протяжённостью 274,3 метра с шириной колеи 914 мм, которую построил Уорд Кимбалл на своём участке рядом с домом в Сан-Габриел, Калифорния. К железной дороге было пристроено здание депо и водонапорная башня, а по рельсам двигались два железнодорожных состава, принадлежавших Уорду Кимбаллу, ныне выставленные в музее железных дорог Orange Empire Railway Museum в Перрисе, Калифорния.
Железная дорога функционировала с 1942 по 2006 год и по заявлению была первой садовой железной дорогой в США. Уолт Дисней был настолько впечатлён увлечением работавшего у него аниматора, что через некоторое время построил собственную миниатюрную садовую железную дорогу, а позднее включил строительство железной дороги в проект парка Диснейленд.

## История

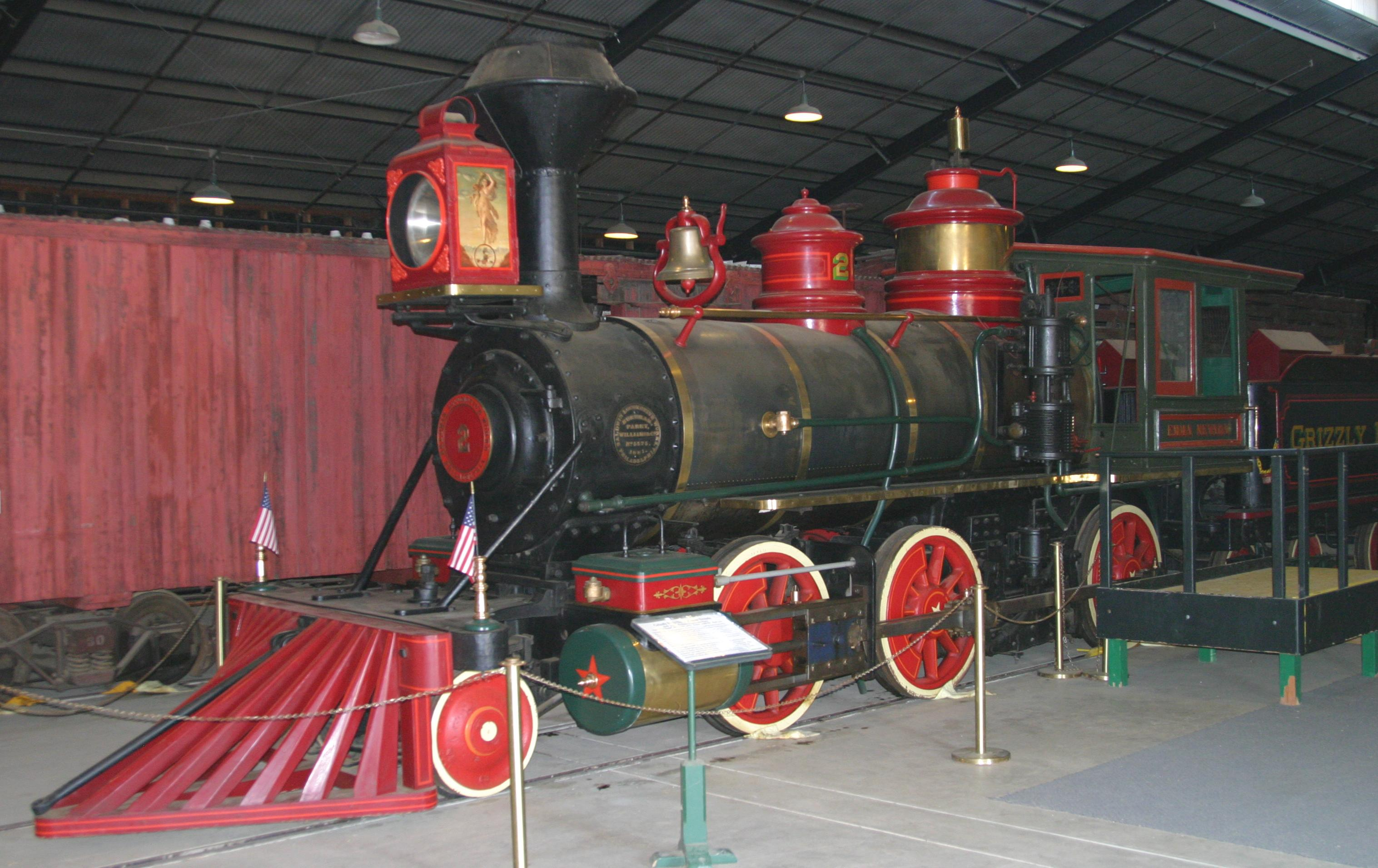
Локомотив «Эмма Невада» в Orange Empire Railway Museum

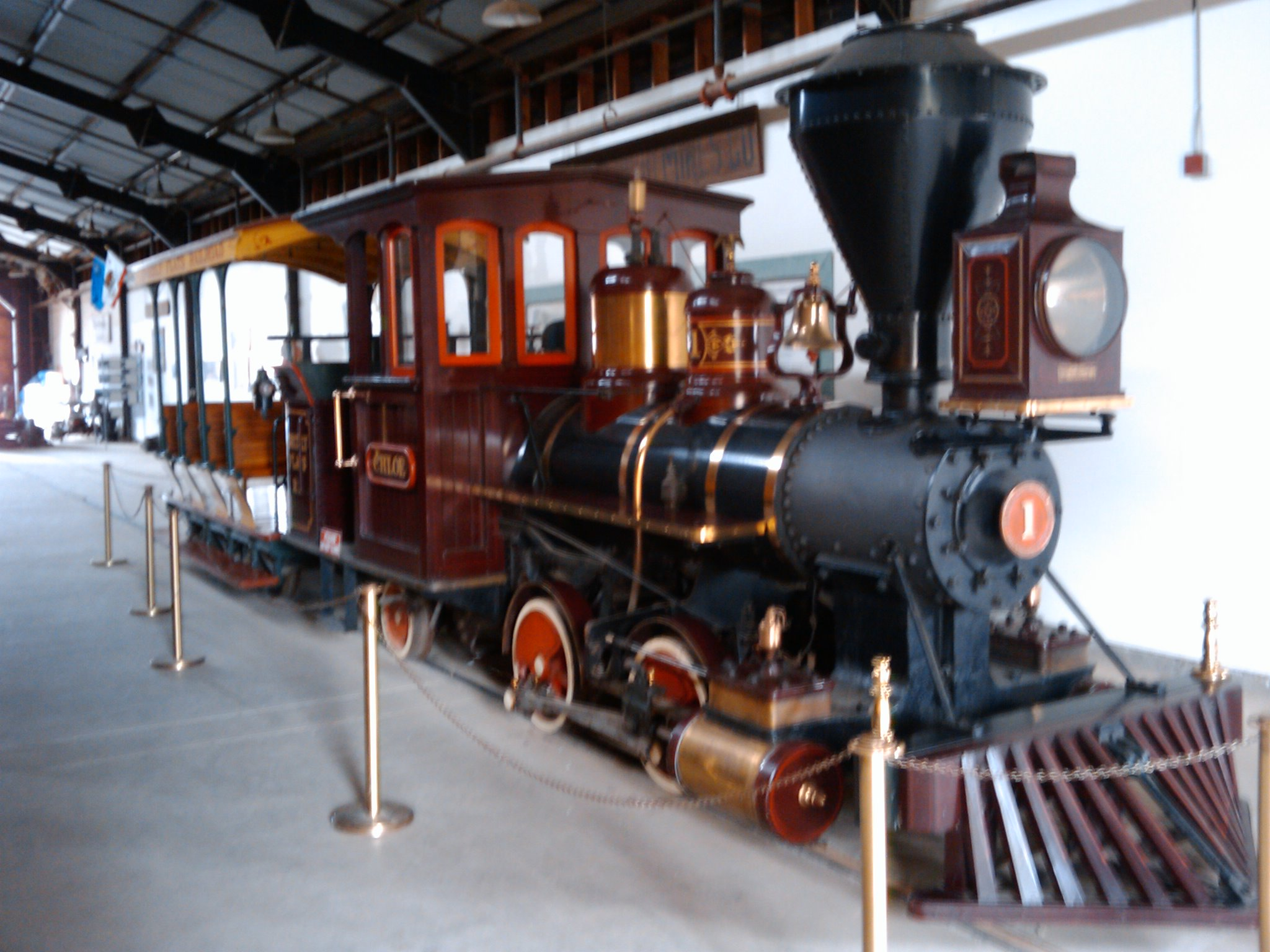
Локомотив «Хлои» в Orange Empire Railway Museum

Железные дороги были для Уорда Кимбалла увлечением. В свободное время он собирал миниатюрные модели паровозов, для размещения которых он в 1938 году приобрел пассажирский вагон производства 1881 года, эксплуатировавшийся на железной дороге «Carson and Colorado Railroad». Изначально Уорд хотел просто установить вагон рядом со своим домом в Сан-Габриел, однако, его жена Бэтти высказала мысль, что если есть вагон, то должен быть и локомотив, который будет его тянуть.
Позже Уорд приобрел за 400 долларов списанный паровоз 2-6-0 у железной дороги «Nevada Central Railroad», который был произведен в 1881 году на заводе «Baldwin Locomotive Works». Уорд Кимбалл дал ему имя «Эмма Невада» в честь оперной звезды конца 1800 годов. Паровоз был уже давно не на ходу, и Уорд вместе со своими друзьями занялся его ремонтом.
К 1942 году Уорд Кимбалл на своем садовом участке построил железную дорогу с шириной колеи 914 мм и протяжённостью в сумме 274,3 м и дал ей имя Grizzly Flats. Это была первая работающая садовая железная дорога в США. В последующие годы у железной дороги появилось два вагона для скота разных типов, открытый грузовой вагон (англ. Gondola), «кабуз» и второй локомотив 0-4-2Т, произведенный в 1907 году тем же Baldwin Locomotive, эксплуатировавшийся на сахарных плантациях Гавайев, который был назван в честь дочери Уорда Хлои.
Эмма Невада приводился в движение с помощью угля, а для Хлои для этого требовалась древесина. Для антуража Уорд также пристроил к железной дороге локомотивное депо, водонапорную башню, ветряную мельницу. Его начальник — Уолт Дисней — предоставил Уорду часть локомотивного депо, которая ранее использовалась как декорация к фильму 1949 года «So Dear to My Heart».
После смерти Уорда Кимбалла в 2002 году его семья продолжала поддерживать железную дорогу до 2006 года.

## Влияние
Уорд Кимбалл разделял своё увлечение вместе со своим коллегой Олли Джонстоном, у которого также была миниатюрная садовая железная дорога. 20 октября 1945 года Grizzly Flats посетил сам Уолт Дисней и получил возможность поуправлять локомотивом Эмма Невада. Локомотивы этого типа были знакомы Диснею ещё с того времени, как он работал подростком на железнодорожной станции в Миссури и мечтал побывать в кабине паровоза. Позже Уолт Дисней под глубоким впечатлением построил собственную миниатюрную железную дорогу. Также Уолт Дисней распорядился построить железную дорогу в Диснейленде. Депо в секции Frontierland Диснейленда строилось по подобию депо Grizzly Flats.
В 1992 году Уорд начал передачу подвижного состава Grizzly Flats в музей железных дорог Orange Empire в Перрисе, которая завершилась к 2007 году. Здание депо и водонапорная башня были выкуплены режиссёром студии Pixar Джоном Лассетером, который установил их на территории своей частной железной дороги.
Локомотив Engine No. 5 железной дороги Диснейленда носит имя «Уорд Кимбалл» в честь аниматора, который любил поезда.